# Marizy-Saint-Mard
Marizy-Saint-Mard is een gemeente in het Franse departement Aisne (regio Hauts-de-France) en telt 56 inwoners (2009). De plaats maakte deel uit van het arrondissement Château-Thierry tot zij op 1 januari 2017 overgeheveld werd naar het arrondissement Soissons.

## Geografie
De oppervlakte van Marizy-Saint-Mard bedraagt 4,5 km², de bevolkingsdichtheid is dus 12,4 inwoners per km².
De onderstaande kaart toont de ligging van Marizy-Saint-Mard met de belangrijkste infrastructuur en aangrenzende gemeenten.

## Demografie
Onderstaande figuur toont het verloop van het inwonertal (bron: INSEE-tellingen).
Vanwege een beveiligingsprobleem met de MediaWiki Graph-software is het momenteel niet mogelijk deze grafiek weer te geven. Zodra de software is bijgewerkt zal de grafiek vanzelf weer zichtbaar worden.